# غاري كيرك
غاري كيرك (10 أبريل 1961 في المملكة المتحدة - ) (بالإنجليزية: Gary Kirk)‏ هو لاعب كريكت بريطاني. لعب مع Suffolk County Cricket Club ‏.

## وصلات خارجية
- غاري كيرك على موقع إي آس بي آن كريك إنفو (الإنجليزية)